# Kreis Schleswig-Flensburg
Der Kreis Schleswig-Flensburg (dänisch Slesvig-Flensborg amt) ist ein Kreis im Norden des Landes Schleswig-Holstein. Gemessen an seiner Fläche ist er der drittgrößte Kreis des Landes. Trotz des Namens gehört die Stadt Flensburg nicht zum Kreisgebiet, da sie kreisfrei ist. Kreisstadt ist Schleswig.

## Geografie
Der Kreis Schleswig-Flensburg grenzt im Norden an die dänische Kommune Apenrade und die Flensburger Förde, im Osten an die westliche Ostsee, im Süden grenzt er an den Kreis Rendsburg-Eckernförde, im Südwesten an den Kreis Dithmarschen und im Westen an den Kreis Nordfriesland. Der Kreis umschließt ferner im Norden die kreisfreie Stadt Flensburg.
Im östlichen Teil des Kreises liegt die Landschaft Angeln zwischen der Flensburger Förde und der Schlei. Hier liegt auch der Scheersberg, mit 71 m Höhe die zweithöchste Erhebung im Kreisgebiet. Die höchste Erhebung ist der zwischen Freienwill und Hürup liegende Höckeberg mit 82 m.
In der südwestlichen Ecke des Kreises befindet sich die Landschaft Stapelholm in der Eider-Treene-Sorgeniederung. Dort wechseln Moore und Feuchtgebiete mit Wäldern und Geestrücken ab. Diese landwirtschaftlich nur schwer zu nutzende Landschaft wurde erst sehr spät besiedelt.

## Naturschutz
Im ganzen Kreisgebiet gibt es Naturschutzgebiete, in denen regionaltypische Biotope erhalten werden.

### Küstenbereich

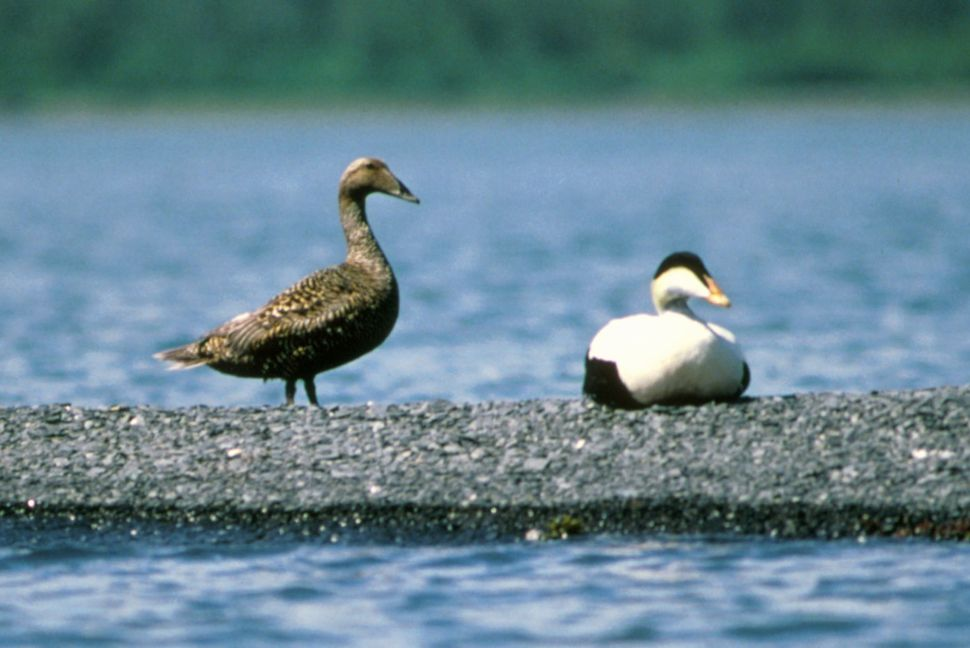
Unter den Zugvögeln auf der Geltinger Birk sind auch Eiderenten

Auf der Geltinger Birk, der äußeren Landspitze, die in Gelting in die Flensburger Förde hereinragt, liegt mit 773 ha das größte Naturschutzgebiet im Kreis, welches schon seit 1934 besteht und immer wieder erweitert wurde. Über 200 Vogelarten, unter anderem auch Seeadler und eine große Zahl von Zugvögeln, besuchen dieses sumpfige Gebiet mit Salzwiesen, Dünen und Seegraswiesen.
In Schleimünde bei Maasholm befindet sich auf einer schmalen und langen Landzunge ebenfalls das Naturschutzgebiet Schleimündung. Das Gebiet hat rund 122 ha Landfläche und 252 ha Wasserfläche, wobei sich bei den Nehrungshaken stets neues Land bildet bzw. Land abgetragen wird. Da sich die Nehrung immer weiter aufbaut und den Schifffahrtsweg Schlei abzuschnüren drohte, wurde bereits 1796 die erste Schleimünde künstlich angelegt, wodurch auch die Lotseninsel entstand. Auch hier rasten und überwintern zahlreiche Zugvogelarten.

### Moore und Feuchtgebiete

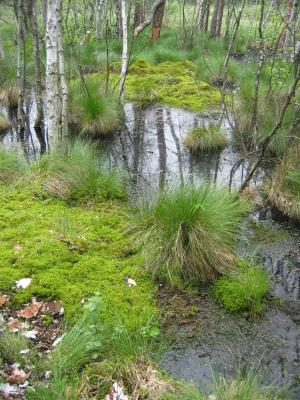
Torfmoosteppich im Moor

Obwohl im Kreisgebiet ursprünglich viele Moore vorhanden waren, sind die meisten Flächen durch Torfabbau und Trockenlegung verloren gegangen. Zu den wenigen erhaltenen Mooren gehört das Tetenhusener Moor, ein Hochmoor in Tetenhusen, das als Teil des Schutzgebietsnetzwerks Natura 2000 unter Naturschutz steht.
Auf beiden Seiten der Grenze zu Dänemark befindet sich bei Ellund das Frøslev-Jardelunder Moor. Wie in allen Hochmooren speichern auch hier Torfmoose das Wasser, so dass sich der Wasserspiegel hebt und sehr saures Moorwasser entsteht, in dem nur einige hoch spezialisierte Pflanzen wie Sonnentau und Wollgräser leben können. Aber auch Birkhuhn, Bekassine und zahlreiche Amphibien und Reptilien leben in dem Moor.
Der kleinste Naturerlebnisraum in Schleswig-Holstein befindet sich in Ekenis an der Schlei, die Naturgärten Moostoft Ekenis, in denen sich ein Toteisloch in ein mooriges Feuchtgebiet entwickelt hat. Das entwässerte und lange als Weide genutzte Gebiet wurde Mitte der 1990er Jahre renaturiert, so dass verschiedene Feuchtbiotope entstanden.

### Flusslandschaften

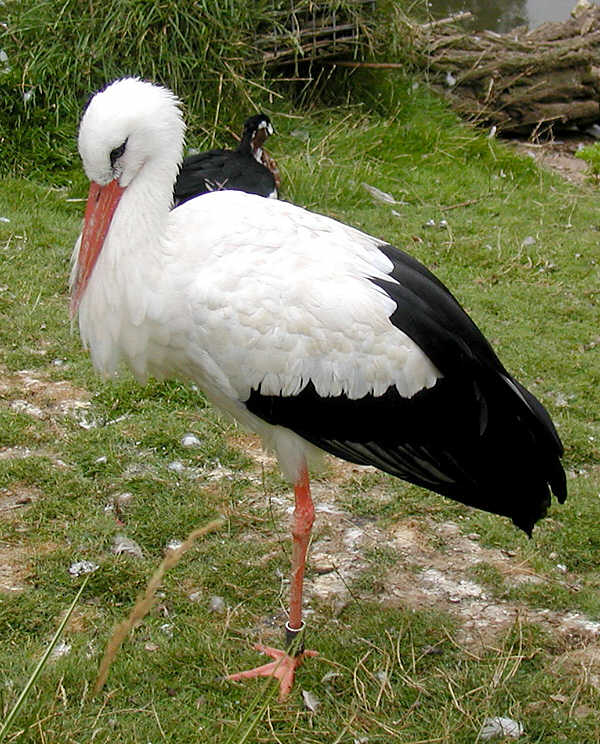
Weißstorch

In der Landschaft Stapelholm im Bereich Eider-Treene-Sorge, in der Geestrücken und Feuchtgebiete abwechseln, ist der Weißstorch besonders oft vertreten, so dass in Bergenhusen ein besonderes Schutzgebiet eingerichtet wurde.
Im Gebiet des Naturschutzgroßprojekts Obere Treenelandschaft im Quellgebiet der Treene sind auch die Fröruper Berge und einige Moore enthalten. Die Landschaft ist am Ende der Gletschervorstöße in der Weichsel-Kaltzeit entstanden. Hier soll die Renaturierung von Feuchtwiesen die Artenvielfalt erhöhen. Gleichzeitig findet eine extensive Weidenutzung durch Schafe statt.
Die Langballigau ist ein kleiner Fluss, der durch die Gemeinde Langballig in Mäandern durch Laubwälder zur Ostsee fließt. Auch hier befinden sich wertvolle Feuchtbiotope sowie Wald- und Küstenbiotope.

### Stiftungsland Schäferhaus

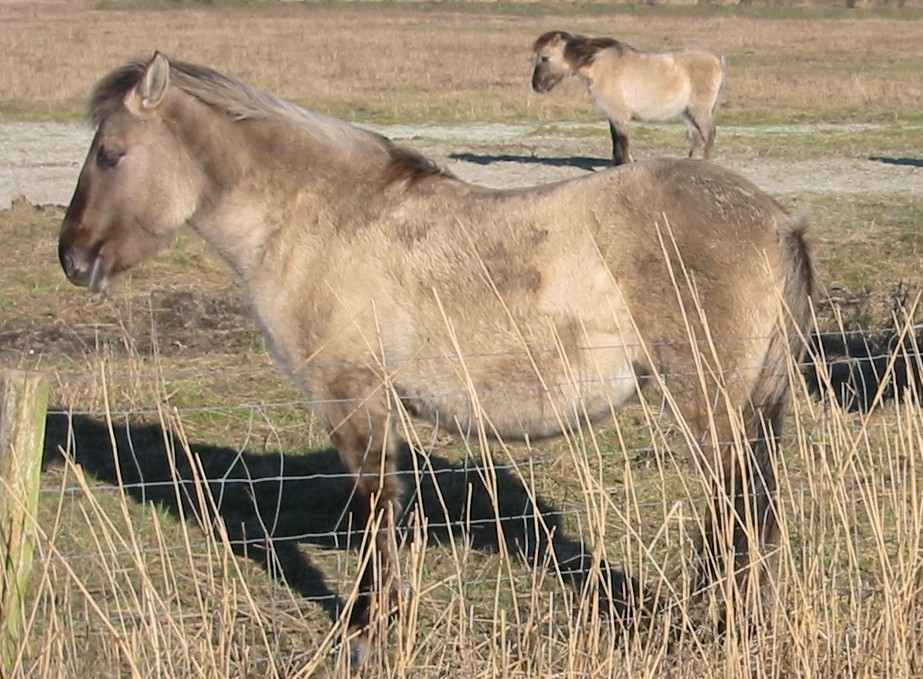
Koniks

Ein ungewöhnliches Naturschutzgebiet ist das 280 ha große Stiftungsland Schäferhaus, das nahe der dänischen Grenze bei Harrislee, am Ochsenweg, auf einem ehemaligen Truppenübungsplatz eingerichtet wurde. Um zwischen den im 18. Jahrhundert angelegten Knicks die Entstehung einer halboffene Wiesenlandschaft zu ermöglichen, wird das Gebiet extensiv durch Galloway-Rinder und Koniks, vom Tarpan abstammende, wild lebende Pferde beweidet.

## Geschichte

### Jungsteinzeit und Bronzezeit
Das Gebiet des heutigen Kreises Schleswig-Flensburg ist bereits seit der Mittelsteinzeit besiedelt, besonders an der Schlei finden sich viele archäologische Funde aus dieser Zeit. Die Hünengräber, die in Angeln in großer Zahl vorzufinden sind, stammen vorwiegend aus der Jungsteinzeit.
In Süderbrarup gibt es 22 Grabhügel, das größte westlich des Thorsberger Moors ist mit einem Steinkreis umgeben. Das Hermannshoi in Torsballig, dessen Ortsname ebenfalls auf den germanischen Donnergott Thor zurückzuführen ist, soll der Sage nach sogar ein Königsgrab sein.

### Angeln und Sachsen werden zu Angelsachsen
Vor allem im 5. und 6. Jahrhundert wanderten viele Angeln zusammen mit den ebenfalls aus Norddeutschland stammenden Sachsen ins heutige England aus, wo sie zunächst in den östlichen Gebieten – zum Beispiel East Anglia – siedelten. In das nunmehr dünn besiedelte Gebiet zogen Jüten nach, deren Einfluss sich auch heute noch unter anderem an den von ihnen geprägten Ortsnamen ablesen lässt. Die Bevölkerungsdichte stieg jedoch erst im 11. Jahrhundert wieder an.

### Historische Überlandstraßen

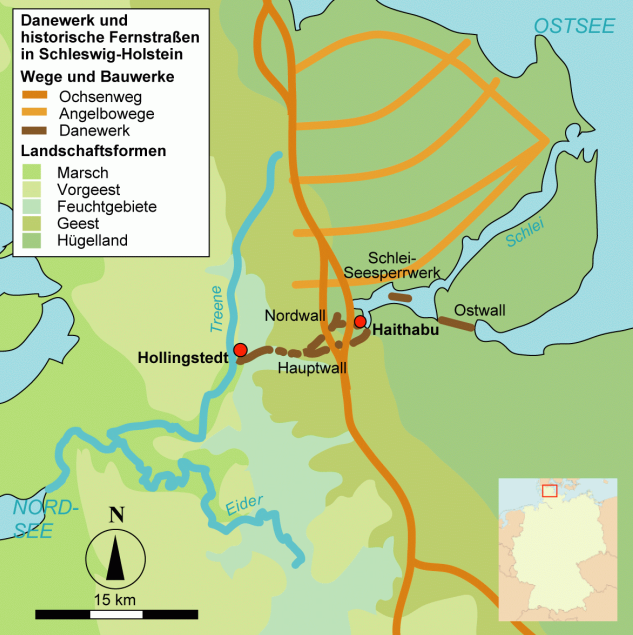
Danewerk und historische Überlandstraßen

Der Ochsenweg zwischen Hamburg und Viborg in Dänemark, der auch Heerweg genannt wurde, besteht wohl schon seit der Bronzezeit. Im Kreis Schleswig-Flensburg liegen die Städte Schleswig und Flensburg nah am Ochsenweg.
Die Angelbowege sind fünf Wege, die Angeln in west-östlicher Richtung durchquerten. Am besten ist der Altweg erhalten, der von der Treenefurt in Sollerup bis zum Ochsenweg in Sieverstedt gut nachzuverfolgen ist. Es wird angenommen, dass er sich als Freesenweg nach Nordfriesland fortsetzte.

### Wikingerzeit

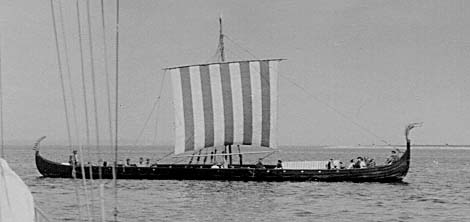
Nachbau eines Langschiffs der Wikinger

Der wichtigste Wikingerort in der Region war Haithabu bei Schleswig, der im 9. und 10. Jahrhundert seine Blütezeit erlebte und von einem Schutzwall umgeben war. Durch seine Lage am Isthmus zwischen Schlei und Treene sowie am Ochsenweg war er für den Handel prädestiniert. Im Jahre 1050 wurde die Stadt zerstört und aufgegeben, ihre Bewohner zogen nach Schleswig. Schleswig selbst wurde 804 erstmals als Sliesthorp erwähnt und dürfte damit die älteste Stadt in Schleswig-Holstein sein. Bis zum Erstarken Lübecks im 12. Jahrhundert war Schleswig der wichtigste Ostseehandelsort und der erste Ort in Nordeuropa, der ein Stadtrecht erhielt, das er jedoch später wieder abgeben musste.

### Danewerk

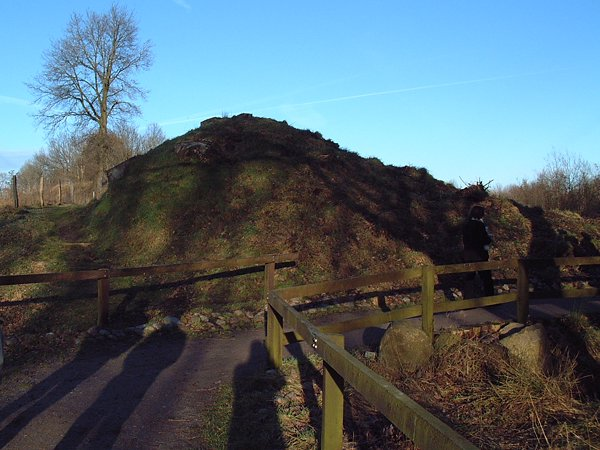
Rest des Danewerks

Das Danewerk, dessen Reste noch in der Gemeinde Dannewerk zu sehen sind, wurde in mehreren Bauphasen zwischen 730 und 1170 von den Dänen als Schutz vor ihren südlichen Nachbarn, den Sachsen gebaut. Es besteht aus Erdwällen und Gräben und verlief von Hollingstedt nach Haithabu. Durch das einzige Tor im Danewerk passierte der Ochsenweg.

### Christianisierung
Die Christianisierung begann hier gegen Ende des 9. Jahrhunderts, als Erzbischof Ansgar 828 erfolglos versuchte, Haithabu zu christianisieren. Ansgar, der später auf dem Ochsenweg nach Skandinavien reiste, machte 849 auf dem Weg nach Haithabu in Hollingstedt Station.
Das Bistum Schleswig entstand 948, im ganzen Kreisgebiet wurden im 12. Jahrhundert kleine Feldsteinkirchen gebaut.

### Die schwarze Griet
Die dänische Königin Margaretha (1230–1282), die mit Christoph I. von Dänemark verheiratet war, hinterließ im Kreis einen tiefen Eindruck; es gibt viele Sagen, in denen sie vorkommt. Nach ihrem Tode im Flensburger Hafen (vgl. auch Sage vom Tod der Königin Margarethe im Flensburger Hafen) soll der Sage nach ihr Geist am Margarethenwall in Brodersby, der nach ihr benannt wurde, des Öfteren gesehen worden sein.

### Schlösser, Burgen und Güter

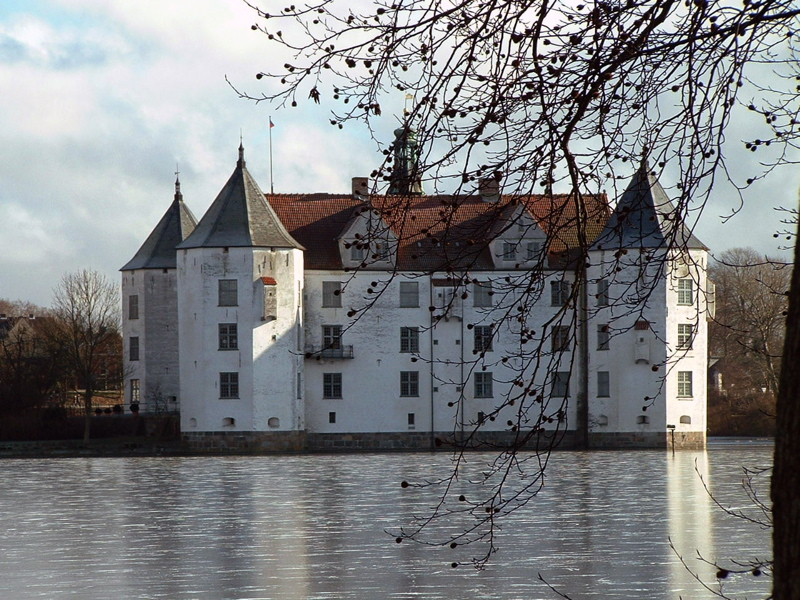
Schloss Glücksburg

Stark ausgeprägte Güter mit Leibeigenschaft gab es in Ostangeln, zum Beispiel Gelting, Rundhof, Lindau (Gemeinde Boren), wo das älteste erhaltene Herrenhaus steht, Priesholz (Gemeinde Rabenholz) und Roest (Stadt Kappeln). Daneben gab es noch einige schwächer ausgeprägte Gutsgebiete, die meist im mittleren und westlichen Angeln verstreut liegen. Viele der heute erhaltenen Herrenhäuser wurden im 18. Jahrhundert erbaut.
Viele dieser Güter entstanden um 1500, einige, wie Rundhof und das bereits im Erdbuch König Waldemars von 1231 als besonderes Königsgut erwähnte Gelting auf Resten von alten Wehranlagen und Burgen. Die Leibeigenschaft wurde erst 1805 endgültig aufgehoben.
Eine Sonderstellung unter den Adelssitzen im Kreis nehmen das 1582 erbaute Wasserschloss in Glücksburg und das 1697–1703 errichtete Schloss Gottorf bei Schleswig ein. Letzteres beherbergte mit dem Gottorfer Riesenglobus, einem begehbaren Globus, der Mitte des 17. Jahrhunderts im Schlossgarten stand, bis er Anfang des 18. Jahrhunderts mehr oder weniger freiwillig an Zar Peter den Großen übergeben wurde, auch eines der technischen Wunderwerke seiner Zeit. Im Jahre 2005 wurde ein Nachbau in Anwesenheit des Bundeskanzlers Gerhard Schröder und des aus Sankt Petersburg stammenden russischen Präsidenten Wladimir Wladimirowitsch Putin eingeweiht.

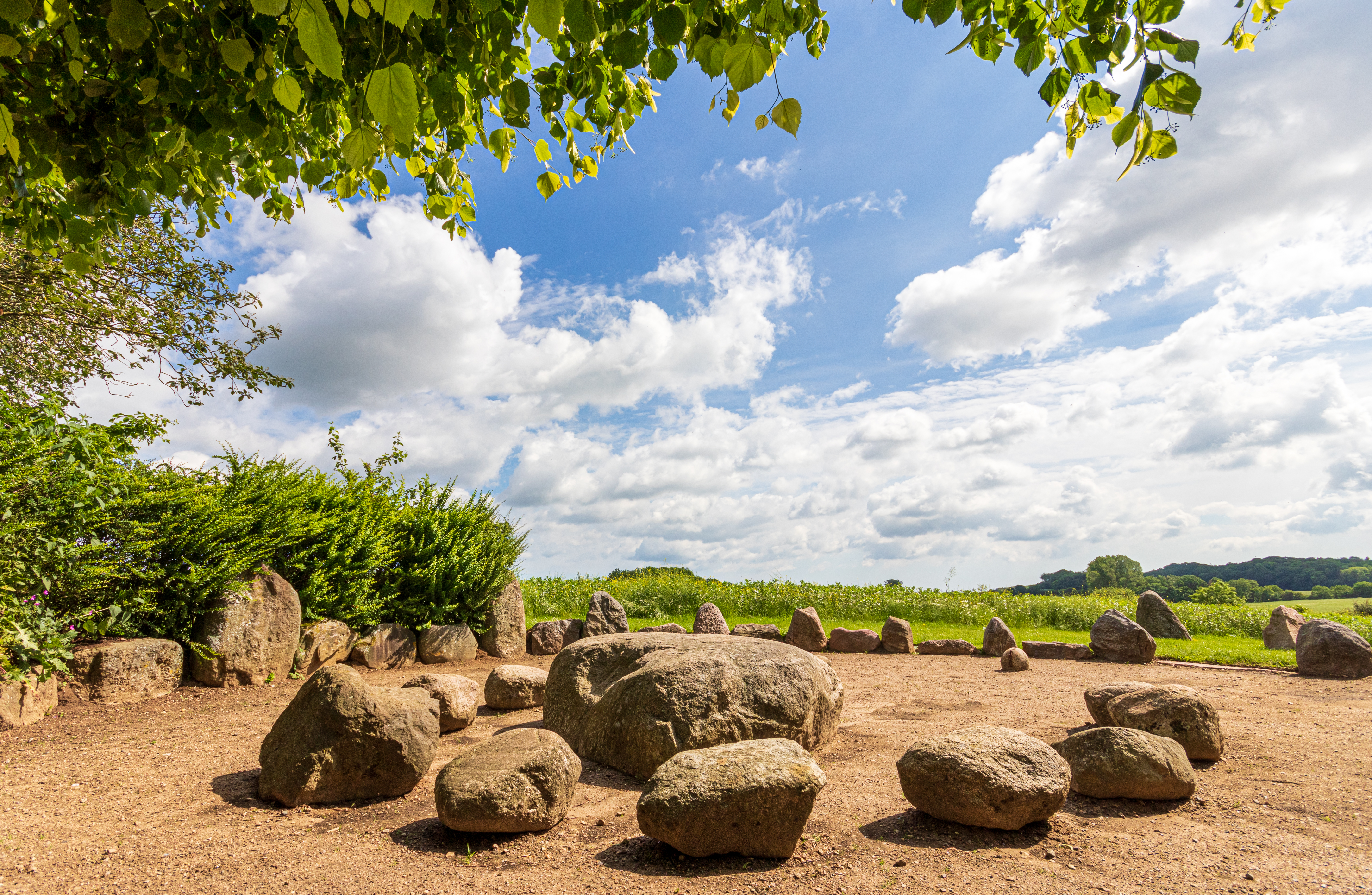
Thingplatz Gude in Stoltebüll

Soweit das Land nicht Gutsbezirken oder kirchlichen Gebietskörperschaften wie dem St.-Johannis-Kloster vor Schleswig zugeordnet war, waren die Gebiete in Harden (Hundertschaften) organisiert, denen ein Hardesvogt vorstand. Mehrere Harden waren zu einem Syssel zusammengeschlossen, der vermutlich ältesten Form der Gebietseinteilung in Jütland. Der damalige Idstedtsyssel entsprach ungefähr dem heutigen Territorium des Kreises Schleswig-Flensburg sowie den beiden Goesharden um Bredstedt und Husum herum. In der Landschaft Stapelholm gab es im Ort jeweils eine Bauernglocke, mit der der Bauernvogt die Einwohner rufen oder bei Gefahr warnen konnte. Eine dieser Glocken ist noch in Erfde erhalten.
In vielen Orten gab es ein Thing als Dorfgerichtsstätte. In einigen Gemeinden sind auch heute noch die Thingstätten erkennbar. So wurde die Kirche in Husby nahe der alten Thingstätte der Husbyharde erbaut, und der Thingplatz von Gulde in Stoltebüll, der noch bis ins 19. Jahrhundert genutzt worden war, wurde rekonstruiert.

### Strukturwandel in der Landwirtschaft
Die Urbarmachung der Geest mit ihren Mooren und Heideflächen im Südwesten des Kreises begann 1761 in den Ämtern Gottorf und Flensburg. Damals flohen viele Menschen aus den Gegenden, die durch den Siebenjährigen Krieg verwüstet waren und nahmen das Angebot von König Friedrich V. an, Kolonien auf der Geest zu gründen. Die Pfälzer genannten Einwanderer aus Südwestdeutschland wurden von der Regierung in Kopenhagen als geeigneter angesehen als die einheimischen nichterbenden Bauernsöhne. Um das Land nutzbar zu machen, wurden Geestbuckel abgetragen und Entwässerungsgräben in Mooren angelegt. Die Höfe für die Kolonisten wurden mit dem Nötigsten ausgestattet, damit sie bis zur ersten Ernte überleben konnten: Arbeitstiere und deren Futter, Arbeitsgerät und Saatgut. Das Projekt musste jedoch schon wenige Jahre später wieder aufgegeben werden, da die Kolonisten die harten Lebensbedingungen und die unzureichende Vorbereitung des Projekts nicht akzeptiert haben. Außerdem reichten die Erträge, die mit der damaligen Technologie erreichbar waren, nicht aus, um zu überleben.
Von dieser Kolonisation zeugen Ortsnamen wie Handewitt-Kolonie, einem Ortsteil von Handewitt, und Neubörm.
Die Verkoppelung, bei der die Allmende, die in den nicht von einem Gut verwalteten Dörfern von allen gemeinsam genutzt worden war, in Weiden aufgeteilt wurde, begann in Angeln schon sehr früh, nämlich Ende des 16. Jahrhunderts. Dadurch veränderten sich nicht nur die Besitzverhältnisse und stiegen die Erträge, dabei entstand auch ein großer Teil des heute noch bestehenden Straßennetzes und die Knicklandschaft.
Der Boden in der Geest konnte erst im 19. Jahrhundert landwirtschaftlich genutzt werden, als Dampfpflüge und Mineraldünger verfügbar waren. Im wesentlich wohlhabenderen Angeln spielte auch die Viehzucht eine große Rolle, und das braune Angler Rind und das Angler Sattelschwein wurden ebenso wie das Schleswiger Kaltblut über die Region hinaus bekannte Haustierrassen.

### Dänische Minderheit
Der Kreis Schleswig-Flensburg macht einen Großteil des Landesteils Südschleswig aus, in dem die dänische Minderheit beheimatet ist. Die Region wurde bereits um 700 von Jüten bzw. Dänen besiedelt. Später etablierte sich dort das Herzogtum Schleswig als dänisches Reichslehen. Nach dem Deutsch-Dänischen Krieg 1864 kam Südschleswig zu Preußen und verblieb auch nach der Volksabstimmung 1920 bei Deutschland. Infolgedessen organisierte sich die dänische Minderheit in mehreren Vereinen und Bildungseinrichtungen. Analog organisierte sich nördlich der Grenze eine deutsche Minderheit. Die früher vorhandenen Spannungen zwischen beiden Nationalitäten wurden nach dem Zweiten Weltkrieg zunehmend abgebaut, auch durch die Unterzeichnung der Bonn-Kopenhagener Erklärungen im Jahr 1955. Zu diesem Thema siehe auch: Geschichte Schleswig-Holsteins, dänische Minderheit.

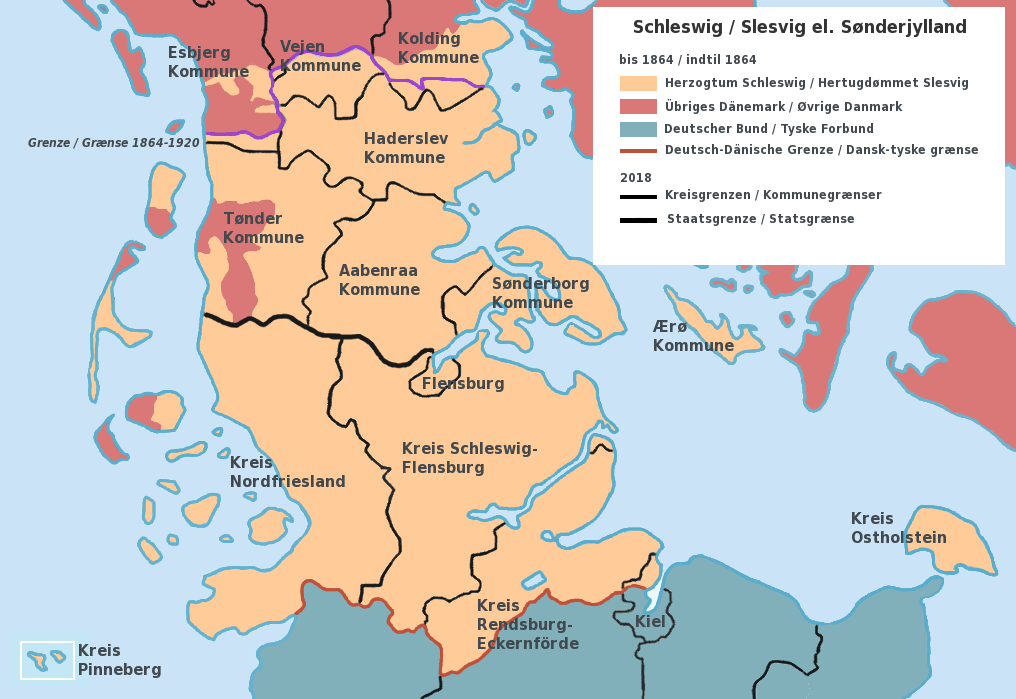
Der Kreis Schleswig-Flensburg umfasst einen Großteil des früheren Herzogtums Schleswig

### Entstehung des Kreises Schleswig-Flensburg
Aus den Kreisen Flensburg-Land und Schleswig entstand am 24. März 1974 im Zuge der Kreisreform der Kreis Schleswig-Flensburg. Der Kreis Schleswig und der Kreis Flensburg-Land waren zwei von 20 Kreisen, die nach dem Ende des Deutsch-Dänischen Kriegs im Jahr 1867 durch Preußen neu eingerichtet wurden. Die Kreise setzten sich aus Landgemeinden und Gutsbezirken zusammen, letztere wurden jedoch 1928 aufgelöst.

### Einwohnerstatistik

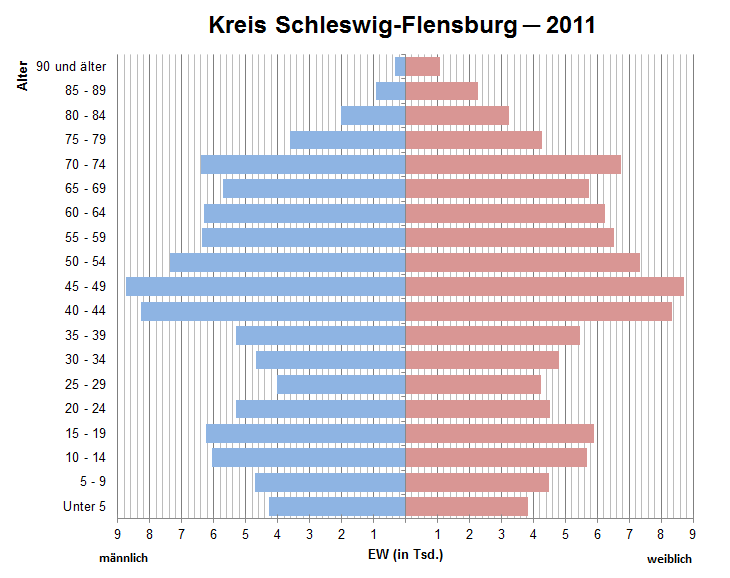
Bevölkerungspyramide für den Kreis Schleswig-Flensburg (Datenquelle: Zensus 2011)

Die Einwohnerzahlen bis 1970 beziehen sich auf den Gebietsstand der beiden Kreise Flensburg-Land und Schleswig am 27. Mai 1970.
| Jahr            | Einwohner |
| --------------- | --------- |
| 1871 (1. Dez.)  | 95.550    |
| 1885 (1. Dez.)  | 96.150    |
| 1895 (2. Dez.)  | 100.260   |
| 1905 (1. Dez.)  | 107.890   |
| 1925 (16. Juni) | 111.908   |
| 1939 (17. Mai)  | 120.899   |
| 1950 (13. Sep.) | 205.313   |

| Jahr            | Einwohner |
| --------------- | --------- |
| 1961 (6. Juni)  | 159.477   |
| 1970 (27. Mai)  | 171.612   |
| 1987 (25. Mai)  | 176.501   |
| 2002 (30. Juni) | 198.753   |
| 2007 (31. Dez.) | 199.101   |
| 2012 (31. Dez.) | 194.911   |
| 2016 (31. Dez.) | 198.685   |

### Konfessionsstatistik
Gemäß dem Zensus 2011 waren 63,6 % Einwohner evangelisch, 4,5 % römisch-katholisch und 31,9 % waren konfessionslos, gehörten einer anderen Glaubensgemeinschaft an oder machten keine Angabe. Der Anteil der Protestanten und Katholiken am Gesamtbevölkerung ist seitdem mit 1 % jährlich gesunken. Gemäß dem Zensus 2022 waren 52,0 % der Einwohner evangelisch, 4,2 % römisch-katholisch und 43,9 % waren konfessionslos, gehörten einer anderen Glaubensgemeinschaft an oder machten keine Angabe.

## Politik

### Kreistag
Die 56 Sitze des Kreistages setzen sich aufgrund des nebenstehend dargestellten Wahlergebnisses vom 14. Mai 2023 folgendermaßen zusammen:
| Kreistagswahl Schleswig-Flensburg 2023Wahlbeteiligung: 54,9 % 403020100 34,6 %16,5 %16,2 %14,5 %7,0 %4,8 %3,1 %1,5 %0,7 %0,7 %0,2 %n. k. % CDUSSWSPDGrüneAfDFDPFWLinkeFUW-SiDeunJujVoltBfBlGewinne und Verlusteim Vergleich zu 2018 %p 8 6 4 2 0 −2 −4−4,0 %p+6,1 %p−3,9 %p−0,6 %p+3,3 %p+0,5 %p−0,7 %p−1,2 %p+0,7 %p+0,7 %p+0,2 %p−1,2 %pCDUSSWSPDGrüneAfDFDPFWLinkeFUW-SDeunJuVoltBfBAnmerkungen:i Freie und Unabhängige Wähler – Für Südschleswigj Deerns un Jungs ut Schleswig-Holsteinl Bündnis für Bürger Schleswig-Holstein | Sitzverteilung im Kreistag Schleswig-Flensburg seit 2023Insgesamt 67 Sitze - Linke: 1 - SPD: 11 - Grüne: 10 - SSW: 11 - FW: 2 - FDP: 3 - CDU: 24 - AfD: 5 |

Übersicht über die Wahlergebnisse vergangener Wahlen
| Partei / Liste  | Prozent 1998 | Prozent 2003 | Prozent 2008 | Mandate 2008 | Prozent 2013 | Mandate 2013 | Prozent 2018 | Mandate 2018 | Prozent 2023 | Mandate 2023 |
| --------------- | ------------ | ------------ | ------------ | ------------ | ------------ | ------------ | ------------ | ------------ | ------------ | ------------ |
| CDU             | 41,71 %      | 53,64 %      | 43,9 %       | 26           | 40,56 %      | 21           | 38,6 %       | 22           | 34,6 %       | 24           |
| SSW             | 12,63 %      | 11,96 %      | 15,0 %       | 8            | 12,69 %      | 6            | 10,4 %       | 6            | 16,5 %       | 11           |
| SPD             | 37,97 %      | 26,65 %      | 22,5 %       | 13           | 25,51 %      | 13           | 20,1 %       | 11           | 16,2 %       | 11           |
| Grüne           | 4,81 %       | 4,86 %       | 7,0 %        | 4            | 11,10 %      | 6            | 15,1 %       | 8            | 14,5 %       | 10           |
| AfD             | —            | —            | —            | —            | —            | —            | 3,7 %        | 2            | 7,0 %        | 5            |
| FDP             | 2,78 %       | 2,88 %       | 6,4 %        | 3            | 3,31 %       | 2            | 4,3 %        | 2            | 4,8 %        | 3            |
| Freie Wähler    | —            | —            | —            | —            | 3,38 %       | 2            | 3,8 %        | 2            | 3,1 %        | 2            |
| Linke           | —            | —            | 5,1 %        | 3            | 1,88 %       | 1            | 2,7 %        | 2            | 1,5 %        | 1            |
| FUW-S           | —            | —            | —            | —            | —            | —            | —            | —            | 0,7 %        | —            |
| DeunJu          | —            | —            | —            | —            | —            | —            | —            | —            | 0,7 %        | —            |
| Volt            | —            | —            | —            | —            | —            | —            | —            | —            | 0,2 %        | —            |
| BfB             | —            | —            | —            | —            | 1,57 %       | 1            | 1,2 %        | 1            | —            | —            |
| Gesamt          | 100 %        | 100 %        | 100 %        | 57           | 100 %        | 52           | 100 %        | 56           | 100 %        | 67           |
| Wahlbeteiligung | 68,5 %       | 58,1 %       | 53,4 %       | 53,4 %       | 53,1 %       | 53,1 %       | 51,9 %       | 51,9 %       | 54,9 %       | 54,9 %       |

Nach der Kommunalwahl 2018 haben sich ein Kreistagsmitglied der FREIEN WÄHLER und das Kreistagsmitglied der BfB zu einer Fraktion zusammengeschlossen. Danach ist der Fraktionsvorsitzende der AfD zu den FREIEN WÄHLERN/BfB gewechselt; die AfD-Fraktion ist damit aufgelöst. Das zweite Kreistagsmitglied, der vormalige Fraktionsvorsitzende der Freien Wähler, bleibt fraktionslos. Im Oktober 2019 löste sich die Fraktion der Freien Wähler durch Austritte ganz auf, zwei ehemalige Mitglieder fanden sich dann aber wieder zusammen, so dass im Kreistag nun eine zweiköpfige FW-Fraktion und drei fraktionslose Abgeordnete vertreten sind.

### Wappen
Blasonierung: „Über blauem, mit zwei silbernen Wellenfäden belegtem Wellenschildfuß von Blau und Gold schräglinks geteilt mit zwei schreitenden, rot bewehrten Löwen in verwechselten Farben.“

### Flagge

Flagge des Kreises Schleswig-Flensburg

Blasonierung: „Auf einem in einen blauen und einen gelben Streifen längsgeteilten Tuch – übereinander und aus der Mitte zur Stange hin verschoben – die beiden Löwen des Kreiswappens in verwechselten Farben.“

### Partnerkreise
Der Kreis Schleswig-Flensburg unterhält Partnerschaften zu drei Kreisen:
- Powiat Piski (Polen), dem Gebiet des ehemaligen Kreises Johannisburg. Die Partnerschaft, die ab 1954 bereits mit dem Kreis Flensburg-Land bestand, wurde nach einer Gebietsreform in Polen im Jahr 2000 erneuert.[15][16]
- Borough of South Ribble (Vereinigtes Königreich) seit 1980[17]
- Landkreis Mecklenburgische Seenplatte (Mecklenburg-Vorpommern) seit Gründung des Landkreises im Jahr 2011. Eine Partnerschaft mit dem ehemaligen Landkreis Müritz bestand bereits ab 1990.[18] Der Verwaltungssitz Neubrandenburg ist gleichzeitig Partnerstadt der Stadt Flensburg.

## Architektur
Wichtige Bauwerke im Kreisgebiet sind einige Kirchen sowie eine große Zahl landwirtschaftlicher Bauten.

### Kirchen

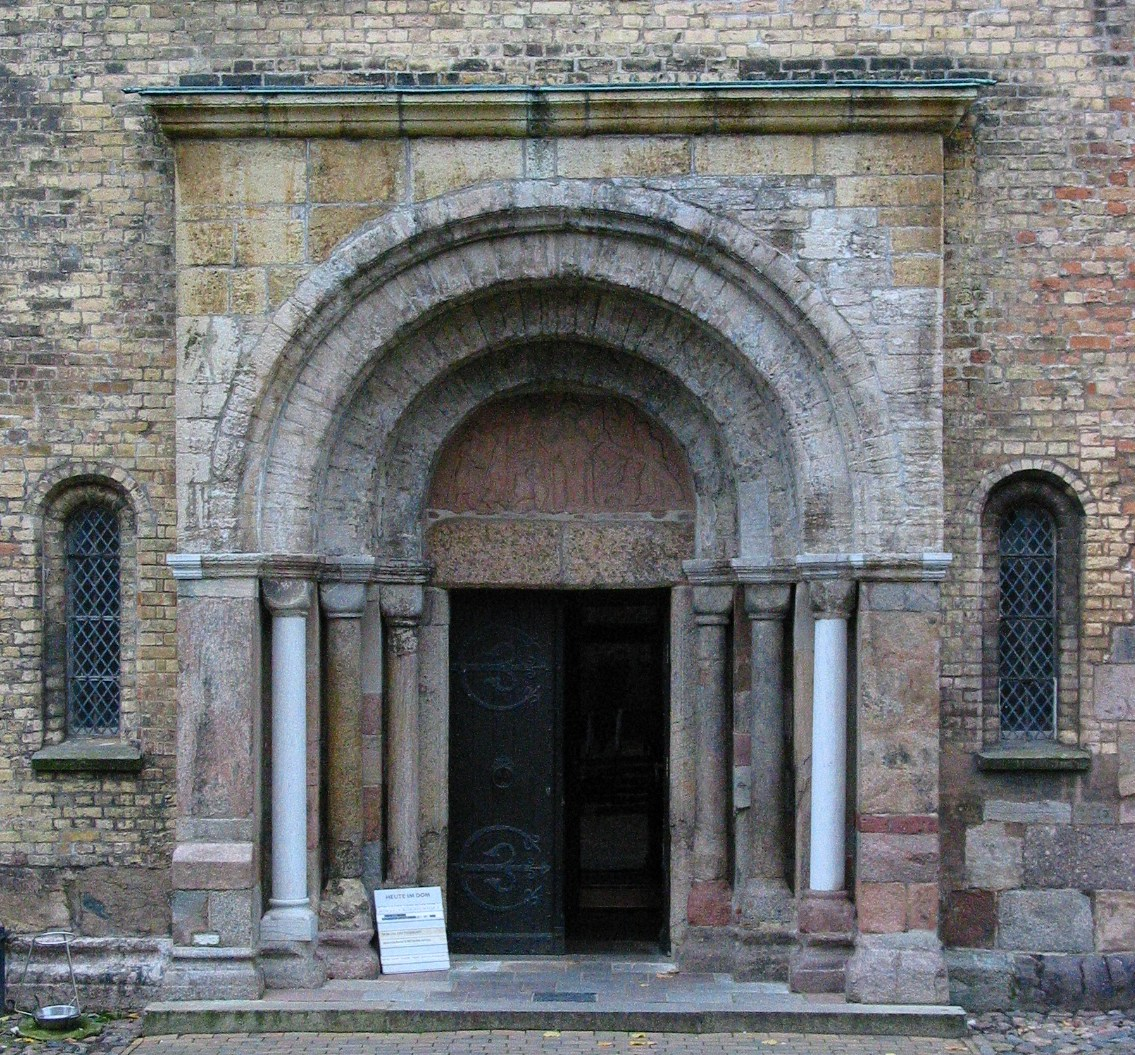
Das Petri-Portal des Schleswiger Doms

Das bedeutendste Kirchenbauwerk im Kreis ist der Schleswiger Dom. Er wurde 1134–1200 als dreischiffige romanische Basilika aus Granit, Tuffstein und Backstein errichtet. Der hochgotische Hallenchor und der Kreuzgang entstanden vor 1300. Der neugotische Westturm und ein großer Teil der äußeren Gestaltung stammen aus dem ausgehenden 19. Jahrhundert. Besonders wertvoll ist das romanische Petri-Portal, das um 1180 errichtet wurde.
Die meisten Kirchen im Kreis sind Feldsteinkirchen. Eine der ältesten von ihnen steht in Esgrus, die am ursprünglichsten erhaltene in Brodersby. Die Kirchen in Sörup und Munkbrarup vertreten den Typus der Granitquaderkirche und die Kirche von Hollingstedt, dem an der Treene gelegenen Nordseehafen der Wikinger, wurde aus dem wichtigsten Importgut des Orts errichtet: aus Eifeler Tuff. Andere Kirchen wurden aus Backstein errichtet, darunter romanische Bauten wie St. Ursula zu Böel und jüngere Kirchen wie zu Neukirchen (Gemeinde Steinbergkirche) und Kappeln.
Während die Kirchspiele auf der dünn besiedelten Geest verhältnismäßig groß sind, weist Angeln eine ungewöhnlich hohe Dichte an mittelalterlichen, meist romanischen Kirchen auf.

### Höfe und Katen
Von den drei schleswig-holsteinischen Haustypen, dem Hallenhaus, das vorwiegend südlich der Linie Husum-Kappeln, dem friesischen Barghaus und dem jütischen quergeteilten Geesthardenhaus überwiegt im Kreis das Geesthardenhaus. Der Eingang zum Geesthardenhaus befindet sich normalerweise an der Längsseite. Wohnbereich, Dreschdiele, Stall und Scheunen können durch eigene Türen und Tore betreten werden. Zum Wohnbereich gehören auch die Küche und die Kellerräume. Der Rauch der Feuerstelle wurde über einen Schornstein abgeleitet. Der Dachstuhl liegt im Wohnbereich auf den tragend konstruierten Außenwänden auf, im Stallbereich auf Ständern, die direkt an den Außenwänden stehen. Ab dem Ende des 19. Jahrhunderts wurde oft auch noch ein Querflügel angebaut, um den gestiegenen Ernteertrag aufzunehmen.

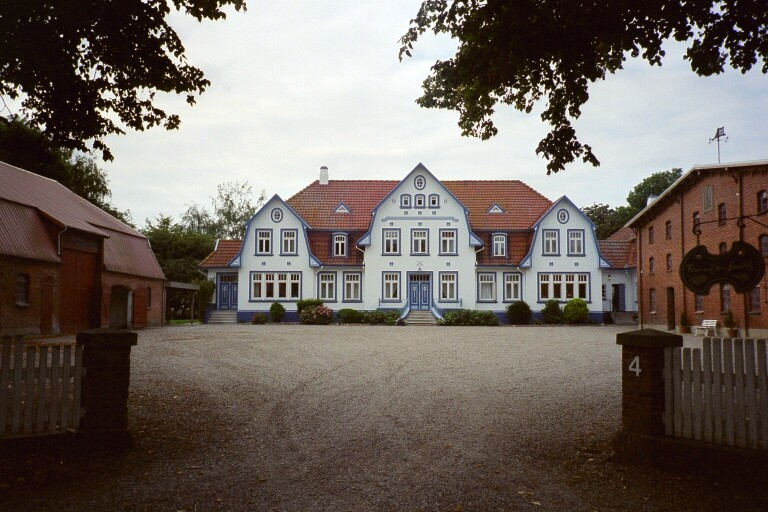
Dreiseithof in Angeln

Der Angeliter Dreiseithof und das Angeliter Fachwerk sind Baustile, die typisch für das Kreisgebiet sind. Beim Südangeliter Hallenhaus kommt es im 18. Jahrhundert zur Verschmelzung des dänischen Langhauses (Wandständerbau) im Wohnteil mit dem niederdeutschen Hallenhaus (Innenständerkonstrukion) für den Stallbereich. Wenige Häuser sind noch in wesentlichen Teilen erhalten, wie das Marxenhaus im Landschaftsmuseum Angeln in Unewatt, das Nanningsenhaus in Füsing und Haus Bartel in Wagersrott und einige wenige Kleinbauernstellen. In Nordangeln ist/war die Wandständerbauweise vorzufinden.
Reetdächer in Angeln sind wie etwa bei Gut Dänisch Lindau in Boren oft mit Hängehölzern auf dem Heidekrautfirst gesichert. Im Westen, zum Beispiel in Tetenhusen und Norderstapel, weist der Baustil friesische Einflüsse auf.
Die Kolonistenhäuser in der Geest des ausgehenden 18. Jahrhunderts waren Hallenhäuser, die mit einer Größe von 12,18 m Länge und 8,6 m Breite zuerst ausgesprochen klein waren. Erst der spätere Typ II war etwas größer. Über einen Eingang an der Giebelseite war die Diele zu erreichen, die auch als Dreschplatz diente. An den Seiten der Diele befanden sich die Ställe. Eigentlich befand sich die Kochstelle auf dem gepflasterten Flett hinter der Diele, die Kolonialisten bestanden jedoch auf eine gemauerte Esse, wie sie sie aus ihrer Heimat kannten, so dass die Kolonialistenhäuser seinerzeit die einzigen Hallenhäuser mit Schornstein waren.
Da es sich um Ständerhäuser handelte, bei dem der Dachstuhl nicht von den Mauern getragen wird, wurde an den Ziegelmauern gespart. Die den Kolonialisten gestellten Häuser sollten vor allem billig sein, so dass viele von ihnen aufgrund von mangelnder Stabilität schnell einstürzten. Der Prototyp der Kolonistenhäuser stand am Stadtrand von Schleswig.

### Mühlen
Im Kreisgebiet sind mehrere Holländerwindmühlen des ausgehenden 19. Jahrhunderts erhalten.
Als ein Beispiel sollen die als Galerieholländer 1878 gebaute Windmühle „Fortuna“ als funktionsfähiges technisches Denkmal im Landschaftsmuseum Unewatt erwähnt werden sowie die Mühle „Hoffnung“ als ein Erdholländer (1845 in Meierwik), der 1868 nach Munkbrarup versetzt wurde.

## Museen

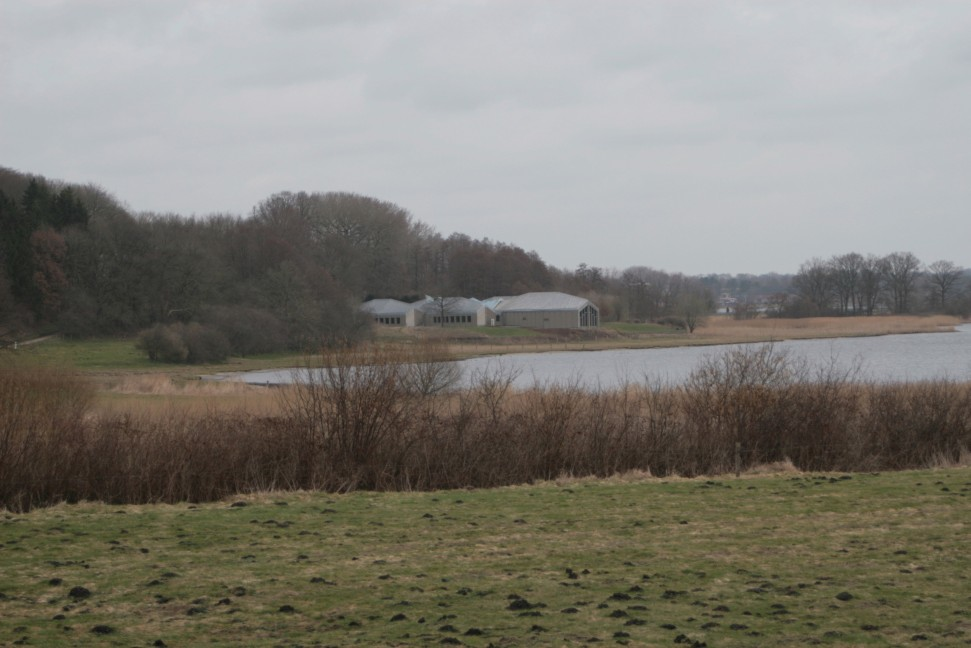
Wikinger Museum Haithabu

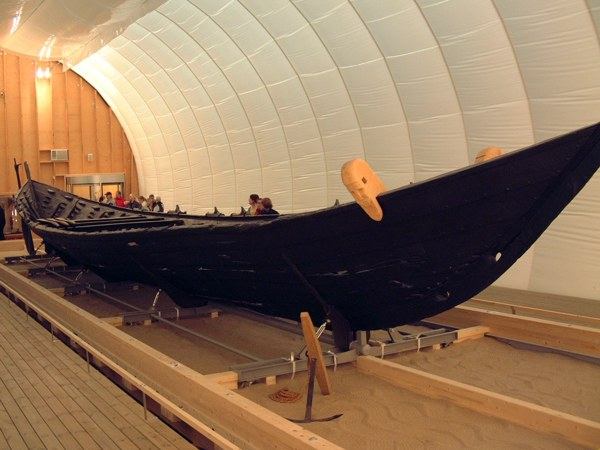
Nydam-Schiff

Die wichtigsten Museen im Kreis befinden sich in Schleswig. Das Landesmuseum für Kunst und Kulturgeschichte und das Archäologische Landesmuseum sind in Schloss Gottorf untergebracht, das für das Nydam-Schiff und seine Moorleichen bekannt ist. Im größten vorgeschichtlichen Museum Deutschlands sind mehr als fünf Millionen Funde untergebracht. Diese Sammlung wird durch eine Ausstellung über die Landesgeschichte des Mittelalters und völkerkundliche Sammlungen ergänzt. Das Wikinger Museum Haithabu in Busdorf bei Schleswig gehört ebenfalls zum Archäologischen Landesmuseum und stellt seit 1985 Funde aus der Wikingerstadt vor.
Das Landschaftsmuseum Angeln in Langballig besteht aus vier Museumsinseln, auf denen typische landwirtschaftliche Gebäude(Meierei, Windmühle, Südangeliter Hallenhaus) und Geräte im historischen Ortskern vorgestellt werden, der währenddessen auch weiterhin bewohnt ist.
Das Danevirke Museum in der Gemeinde Dannewerk dokumentiert die Geschichte des Danewerks, des größten Bodendenkmal Nordeuropas. Im Archäologischen Park des Museums können verschiedene Bestandteile des Danewerks besichtigt werden.

## Wirtschaft

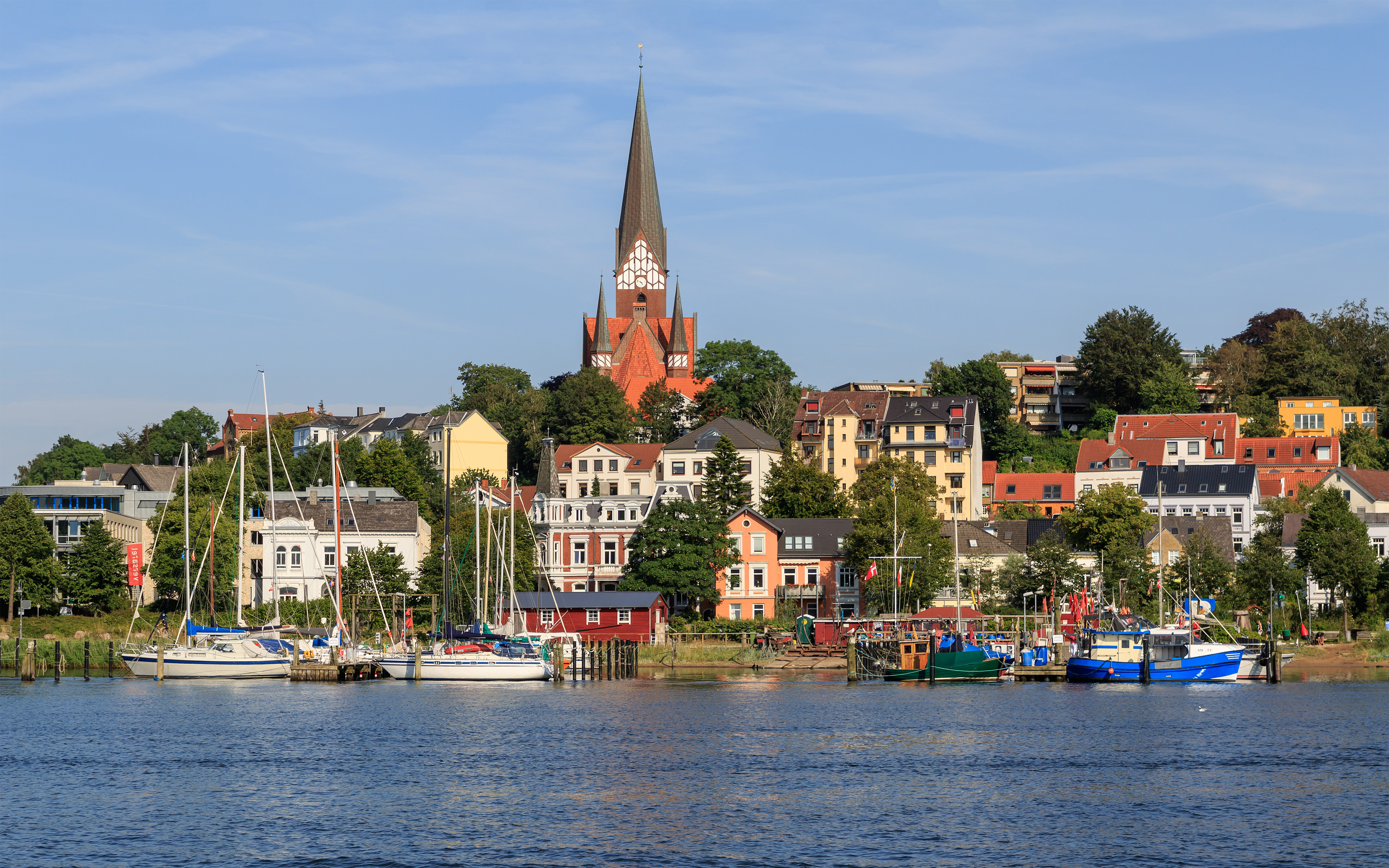
Flensburg gehört zur Wirtschaftsregion

Der Kreis bildet zusammen mit der kreisfreien Stadt Flensburg einen einheitlichen Wirtschaftsraum. Obwohl im Kreisgebiet vor allem die Landwirtschaft das Landschaftsbild prägt, macht der primäre Sektor nur einen geringen Teil der Wirtschaftsleistung aus. Der Dienstleistungssektor hingegen weist inzwischen nicht nur rund 50 % der Beschäftigten im Kreisgebiet auf, er ist weiter im Wachstum begriffen. Im Gewerbebereich ist zwar die Lebensmittelindustrie besonders wichtig, aber auch Kältetechnik, Nachrichtenelektronik und Maschinenbau sind mit großen Unternehmen vertreten. Einen Beitrag zur Ausbildung leisten das Berufsbildungszentrum Schleswig in Flensburg und Kappeln. Neben Flensburg ist Harrislee ein wichtiger Wirtschaftsstandort.
Im Zukunftsatlas 2016 belegte der Kreis Schleswig-Flensburg Platz 293 von 402 Landkreisen, Kommunalverbänden und kreisfreien Städten in Deutschland und zählt damit zu den Regionen mit „ausgeglichenem Chancen-Risiko Mix“.

### Lebensmittelindustrie

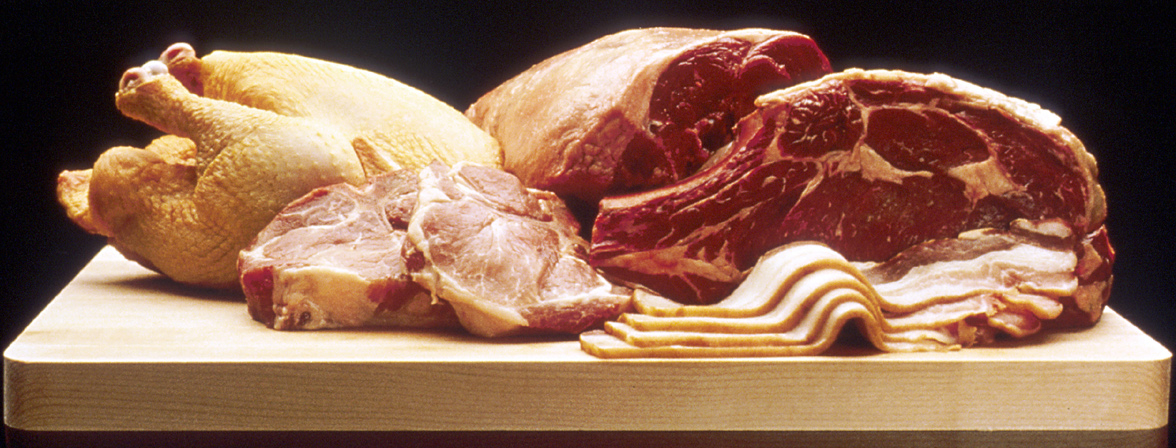
Fleischverarbeitung ist ein wichtiger Wirtschaftszweig

Im Kreisgebiet befinden 22 wichtige Unternehmen der Lebensmittelindustrie, die etwa 70 % des Gesamtumsatzes im verarbeitenden Gewerbe produzieren. Wichtige Betriebe der Fleischverarbeitung befinden sich in Böklund, Satrup und Steinbergkirche, wichtige milchverarbeitende Betriebe in Kappeln und Nordhackstedt. In Silberstedt gibt es ein Unternehmen, das sich auf Bio-Kost spezialisiert hat.

### Industrie- und Handelskammer
Die für Unternehmen im Kreis zuständige Industrie- und Handelskammer ist die Industrie- und Handelskammer zu Flensburg.

### WiREG
Die WiREG (Wirtschaftsförderungs- und Regionalentwicklungsgesellschaft Flensburg/Schleswig mbH) mit Sitz in Flensburg wurde 1996 als kommunale Wirtschaftsförderungs- und Regionalentwicklungsgesellschaft der Region, die neben dem Kreisgebiet auch die Stadt Flensburg einschließt, gegründet. Sie will Arbeitsplätze schaffen, den Informationsaustausch fördern und die Infrastruktur der Region verbessern.

### Regionalprogramm 2000
Die EU hat das Regionalprogramm 2000 eingerichtet, um die Infrastruktur in Schleswig-Holstein zu fördern. Dieses Programm kommt auch den Gewerbegebieterschließungen im Kreis zugute.

### Tourismus

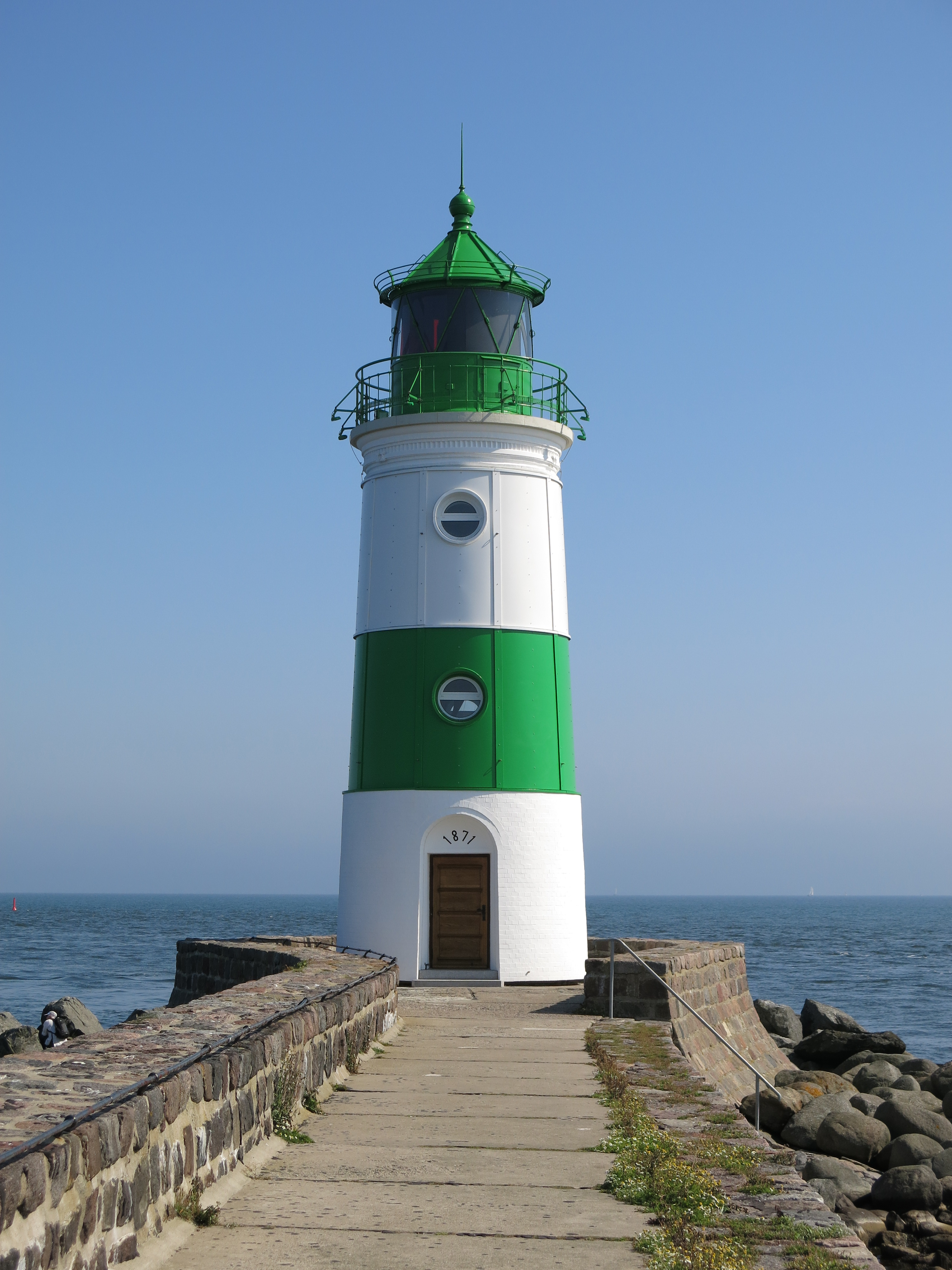
Leuchtturm Schleimünde

Das Schleiufer, Schleswig und die Ostseeküste sind die wichtigsten Tourismusregionen im Kreisgebiet. Einschließlich der Stadt Flensburg gibt es 320 gewerbliche Beherbergungsbetriebe im Kreis, die über 11.000 Betten anbieten, zusätzlich gibt es rund 5.000 private Betten. Die Tourismusbranche erwirtschaftet inzwischen mehr Einnahmen als die Landwirtschaft.

### Kulinarisches
Zu den Spezialitäten der Region gehört der Angler Muck, ein alkoholisches Mischgetränk, das auf Rumbasis wie Grog heiß getrunken werden kann oder auf Kornbasis kalt.

## Infrastruktur

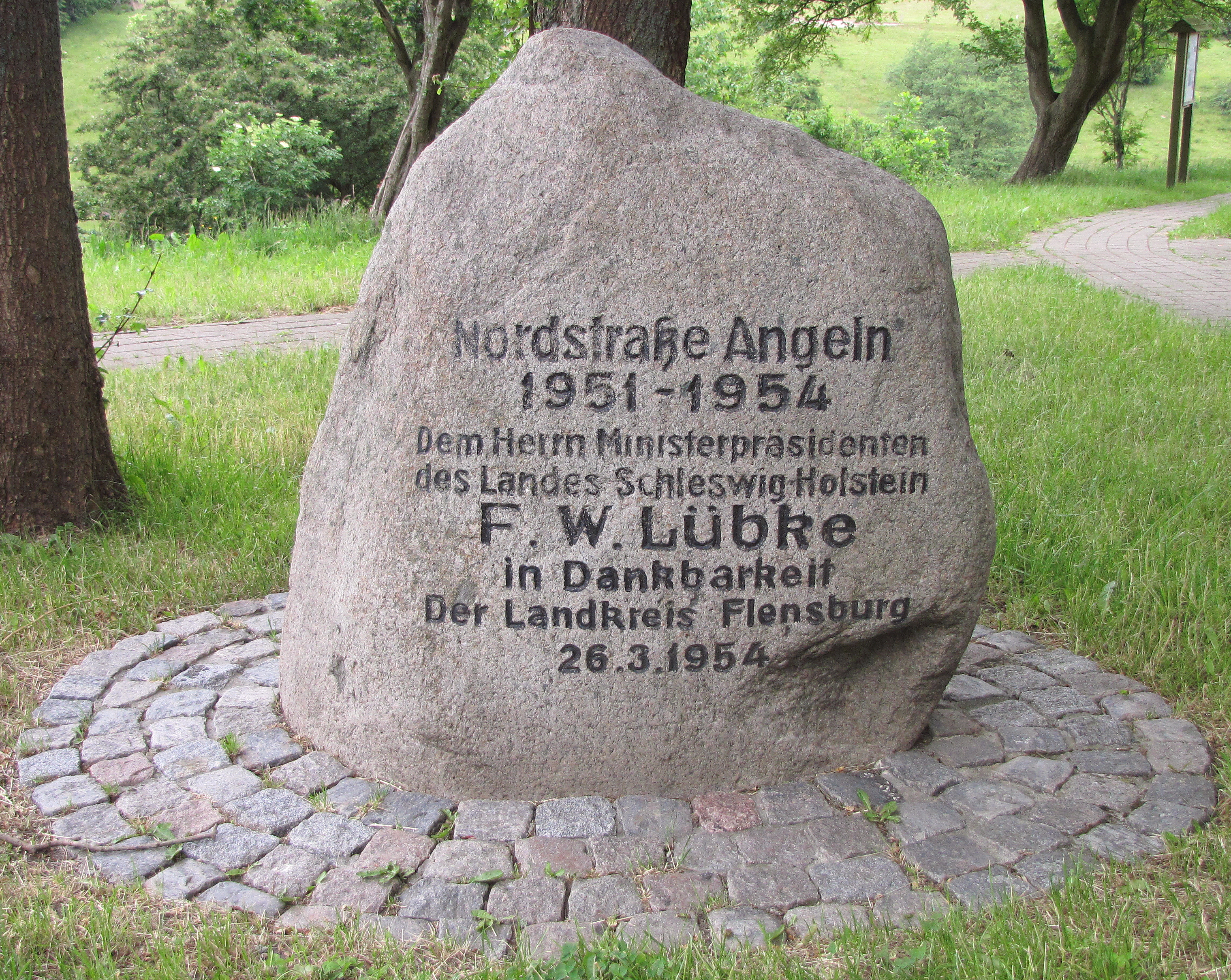
Gedenkstein zur Errichtung der Nordstraße (Bundesstraße 199) nach Stilllegung der Bahnstrecke Kappeln-Flensburg

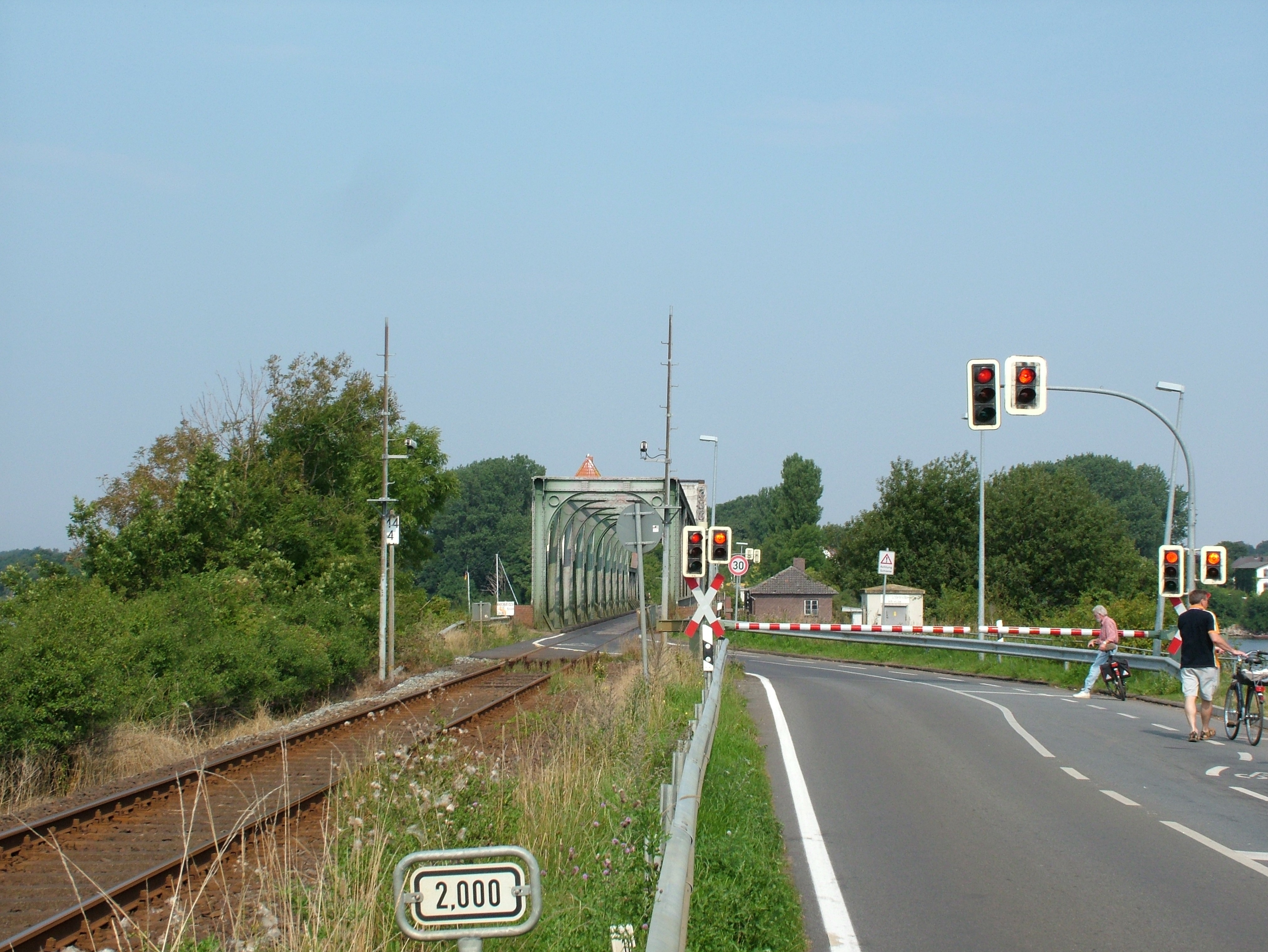
Die Brücke von Lindaunis in Boren wird abwechselnd durch die Bahn, Kraftfahrzeuge und Fußgänger genutzt

Die Bundesautobahn 7 (E 45), an der Schleswig und Flensburg liegen, durchzieht das Kreisgebiet in nord-südlicher Richtung und verbindet die Region auch mit Skandinavien. Parallel dazu verläuft die B 76 von Flensburg über Schleswig nach Eckernförde und Kiel, südlich von Schleswig die B 77 nach Rendsburg. Wichtigste Ost-West-Verbindungen sind die B 199 (Niebüll-Flensburg-Kappeln), B 200 (Flensburg-Husum) und B 201 (Husum-Schleswig-Kappeln).
Die Bahnstrecken Neumünster–Flensburg und Jübek–Husum führen durch das Kreisgebiet. Die Linie RE 7 Hamburg–Flensburg von DB Regio hält im Kreisgebiet in Tarp, Jübek und Schleswig. Züge auf der Linie RE 74 Husum–Kiel Hbf (ebenfalls von DB Regio betrieben) halten im Kreisgebiet in Schleswig und Jübek. Auf der Bahnstrecke Kiel–Flensburg verkehrt die Linie RE 72 nach Flensburg und Kiel Hbf (ebenfalls DB Regio) und hält im Kreisgebiet in Süderbrarup, Sörup und Husby. Die Strecken der Flensburger Kreisbahn und der Schleswiger Kreisbahn, die früher ein weitverzweigtes Netz betrieben, sind bis auf die Museumsbahn Süderbrarup-Kappeln längst verschwunden. Auch die Nebenbahnen Flensburg–Husum und Rendsburg–Husum wurden 1959 bzw. 1974 im Personenverkehr stillgelegt und sind bis auf geringe Reste abgebaut.
Per Flugzeug ist die Region über die Flugplätze in Flensburg-Schäferhaus, Sonderburg und Kiel-Holtenau zu erreichen. Für die Region wichtige Häfen sind in Flensburg (vgl. Flensburger Hafen) und Kiel.

## Gemeinden

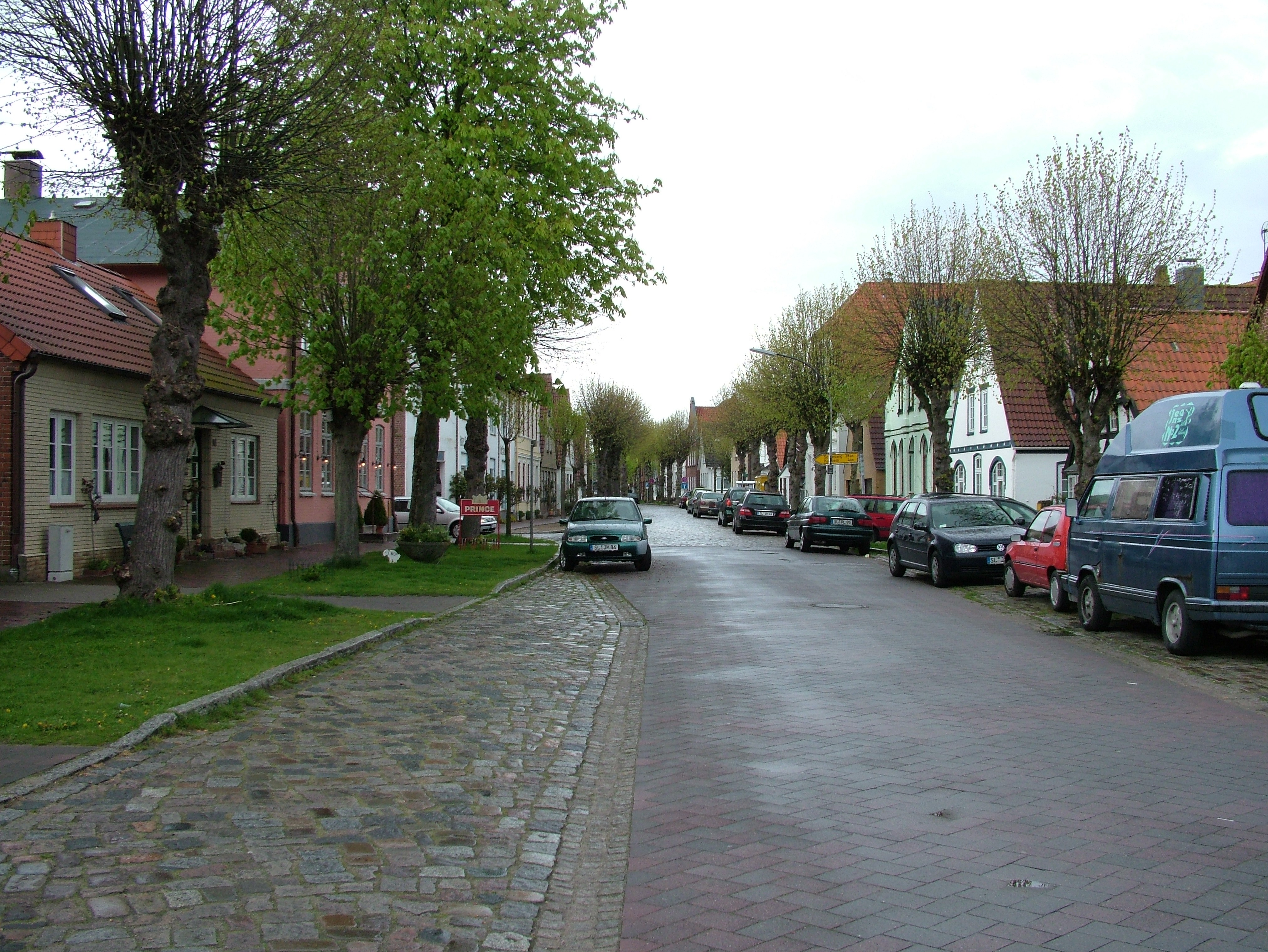
Hauptstraße von Arnis

Heute gibt es fünf amtsfreie Städte und Gemeinden und 13 Ämter mit insgesamt 118 amtsangehörigen Gemeinden. Darunter befindet sich auch Arnis, mit nur 251 Einwohnern die kleinste Stadt in Deutschland.
(Einwohner am 31. Dezember 2024)
| Amtsfreie Gemeinden/Städte | Amtsfreie Gemeinden/Städte |
| --- | -------------------------- |
| - 1. Glücksburg (Ostsee), Stadt (6306) - 2. Handewitt (11.556) - 3. Harrislee (11.811) - 4. Kappeln, Stadt (8812) - 5. Schleswig, Stadt (25.352) |                            |

Ämter mit amtsangehörigen Gemeinden/Städten (* = Sitz der Amtsverwaltung)
| - 1. Amt Arensharde (14.734) 1. Bollingstedt (1410) 2. Ellingstedt (763) 3. Hollingstedt (1016) 4. Hüsby (800) 5. Jübek (2796) 6. Lürschau (1080) 7. Schuby (2773) 8. Silberstedt* (2477) 9. Treia (1619) - 2. Amt Eggebek (9379) 1. Eggebek* (2469) 2. Janneby (409) 3. Jerrishoe (1034) 4. Jörl (872) 5. Langstedt (1054) 6. Sollerup (473) 7. Süderhackstedt (346) 8. Wanderup (2722) - 3. Amt Geltinger Bucht (12.997) 1. Ahneby (201) 2. Esgrus (789) 3. Gelting (2311) 4. Hasselberg (932) 5. Kronsgaard (257) 6. Maasholm (604) 7. Nieby (130) 8. Niesgrau (539) 9. Pommerby (158) 10. Rabel (612) 11. Rabenholz (287) 12. Stangheck (249) 13. Steinberg (835) 14. Steinbergkirche* (2978) 15. Sterup (1435) 16. Stoltebüll (680) - 4. Amt Haddeby (8934) 1. Borgwedel (710) 2. Busdorf* (2015) 3. Dannewerk (1126) 4. Fahrdorf (2684) 5. Geltorf (356) 6. Jagel (991) 7. Lottorf (243) 8. Selk (809) | - 5. Amt Hürup (8617) 1. Ausacker (508) 2. Freienwill (1623) 3. Großsolt (1753) 4. Hürup* (2388) 5. Husby (2345) - 6. Amt Kappeln-Land (1398) [Sitz: Kappeln] 1. Arnis, Stadt (251) 2. Grödersby (219) 3. Oersberg (293) 4. Rabenkirchen-Faulück (635) - 7. Amt Kropp-Stapelholm (17.509) 1. Alt Bennebek (323) 2. Bergenhusen (723) 3. Börm (740) 4. Dörpstedt (584) 5. Erfde (2243) 6. Groß Rheide (952) 7. Klein Bennebek (524) 8. Klein Rheide (341) 9. Kropp* (6694) 10. Meggerdorf (686) 11. Stapel (1768) 12. Tetenhusen (936) 13. Tielen (298) 14. Wohlde (513) - 8. Amt Langballig (8475) 1. Dollerup (1090) 2. Grundhof (942) 3. Langballig* (1566) 4. Munkbrarup (1189) 5. Ringsberg (547) 6. Wees (2400) 7. Westerholz (741) - 9. Amt Mittelangeln (9904) 1. Mittelangeln* (5321) 2. Schnarup-Thumby (523) 3. Sörup (4060) - 10. Amt Oeversee (11.157) 1. Oeversee (3611) 2. Sieverstedt (1656) 3. Tarp* (5890) | - 11. Amt Schafflund (13.502) 1. Böxlund (123) 2. Großenwiehe (3307) 3. Holt (148) 4. Hörup (629) 5. Jardelund (296) 6. Lindewitt (2005) 7. Medelby (1053) 8. Meyn (736) 9. Nordhackstedt (479) 10. Osterby (303) 11. Schafflund* (3014) 12. Wallsbüll (972) 13. Weesby (437) - 12. Amt Südangeln (13.449) 1. Böklund* (1681) 2. Brodersby-Goltoft (669) 3. Havetoft (963) 4. Idstedt (894) 5. Klappholz (504) 6. Neuberend (1144) 7. Nübel (1251) 8. Schaalby (1474) 9. Stolk (867) 10. Struxdorf (677) 11. Süderfahrenstedt (476) 12. Taarstedt (920) 13. Tolk (1051) 14. Twedt (475) 15. Uelsby (403) - 13. Amt Süderbrarup (11.580) 1. Böel (698) 2. Boren (1142) 3. Loit (268) 4. Mohrkirch (936) 5. Norderbrarup (679) 6. Nottfeld (123) 7. Rügge (242) 8. Saustrup (181) 9. Scheggerott (324) 10. Steinfeld (809) 11. Süderbrarup* (5255) 12. Ulsnis (702) 13. Wagersrott (221) |

## Ehemalige Gemeinden
Die folgende Liste enthält die Gemeinden des Kreises Schleswig-Flensburg, die während seines Bestehens in andere Gemeinden eingegliedert wurden:
| Gemeinde        | eingemeindet nach | Datum            |
| --------------- | ----------------- | ---------------- |
| Brarupholz      | Scheggerott       | 1. Januar 1978   |
| Brebel          | Süderbrarup       | 1. März 2018     |
| Brodersby       | Brodersby-Goltoft | 1. März 2018     |
| Dollrottfeld    | Süderbrarup       | 1. März 2018     |
| Ekenis          | Boren             | 1. März 2013     |
| Esperstoft      | Silberstedt       | 1. November 1976 |
| Friedrichsau    | Jübek             | 1. Januar 1978   |
| Gammellund      | Bollingstedt      | 1. August 1976   |
| Goltoft         | Brodersby-Goltoft | 1. März 2018     |
| Havetoftloit    | Mittelangeln      | 1. März 2013     |
| Jarplund-Weding | Handewitt         | 1. März 2008     |
| Kiesby          | Boren             | 1. März 2013     |
| Maasbüll        | Hürup             | 1. März 2023     |
| Norderstapel    | Stapel            | 1. März 2018     |
| Quern           | Steinbergkirche   | 1. März 2013     |
| Rüde            | Mittelangeln      | 1. März 2013     |
| Sankelmark      | Oeversee          | 1. März 2008     |
| Satrup          | Mittelangeln      | 1. März 2013     |
| Süderstapel     | Stapel            | 1. März 2018     |
| Tastrup         | Hürup             | 1. März 2023     |

## Schutzgebiete
Im Kreis befinden sich 21 ausgewiesene Naturschutzgebiete (Stand Februar 2017).

## Kfz-Kennzeichen
Am 1. Juli 1956 wurde dem Kreis Schleswig bei der Einführung der bis heute gültigen Kfz-Kennzeichen das Unterscheidungszeichen SL zugewiesen. Es wird im Kreis Schleswig-Flensburg durchgängig bis heute ausgegeben.